# Kreidler Florett RS

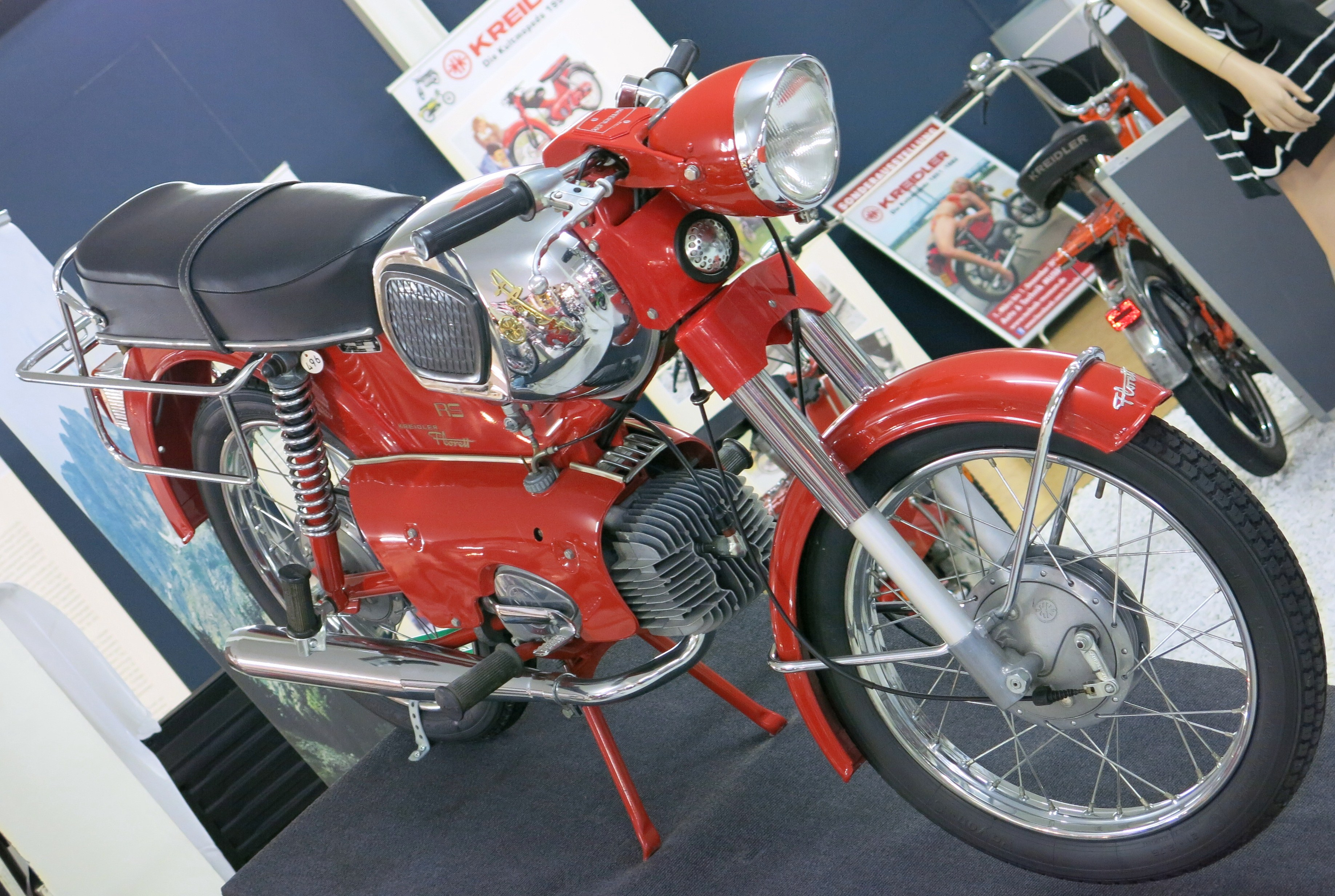
Kreidler Florett RS, Bj. 1970

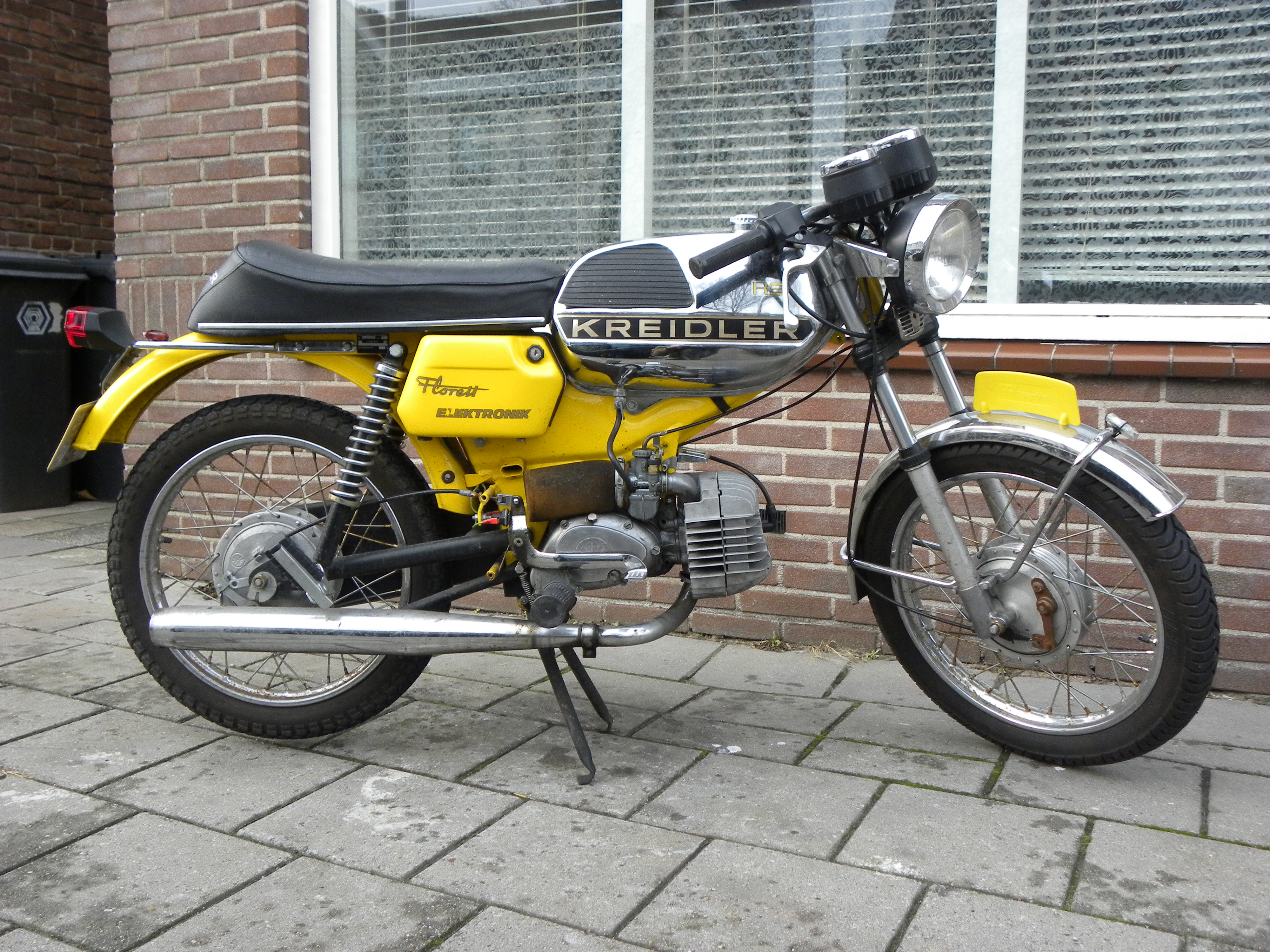
Kreidler Florett RS, Bj. 1974

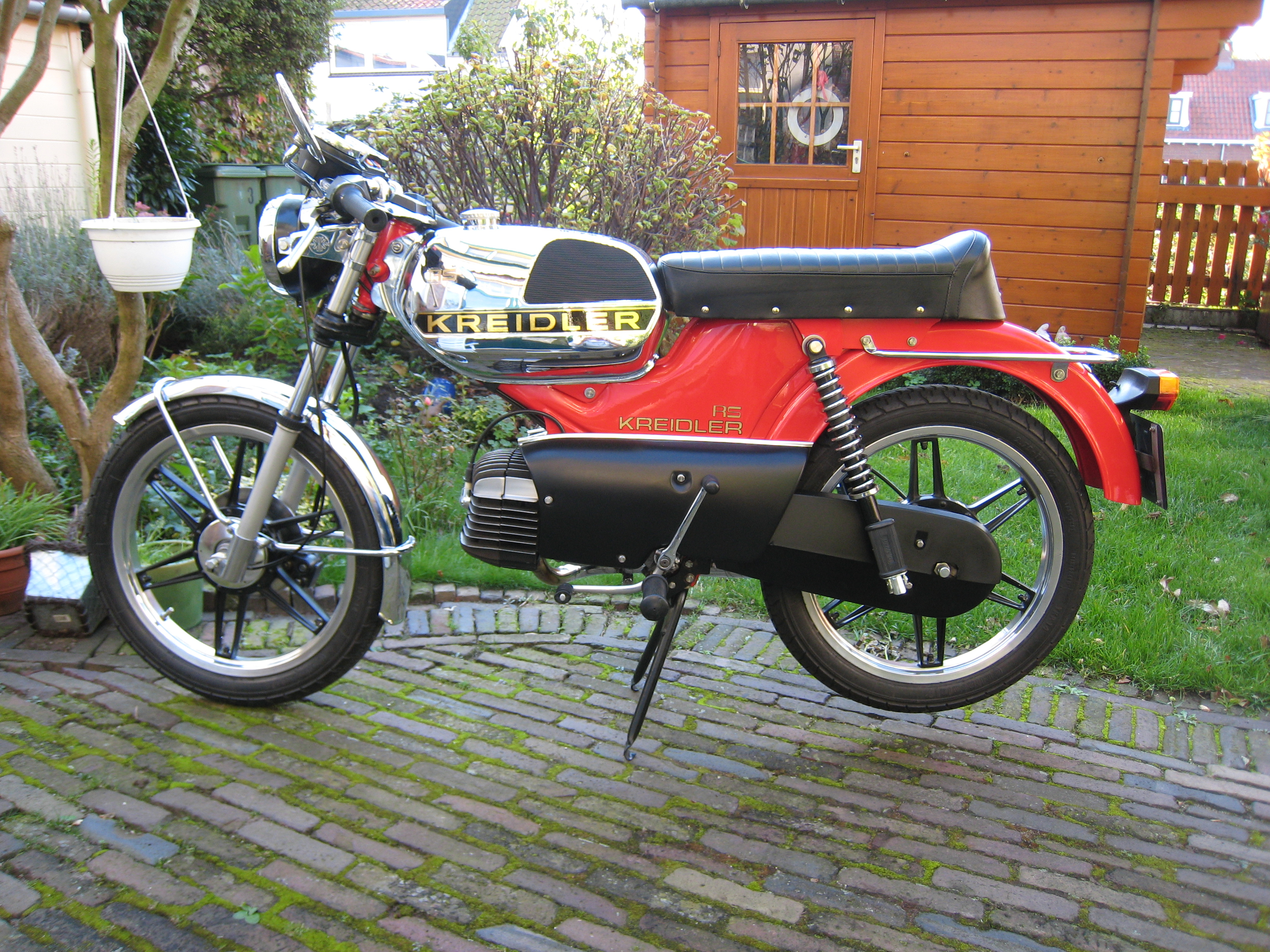
Kreidler Florett RS, Bj. 1977

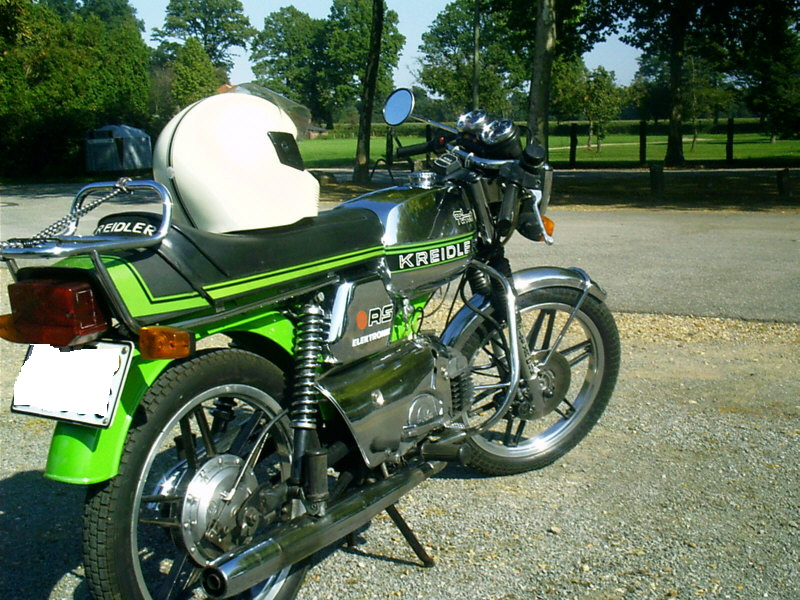
Kreidler Florett RS, Bj. 1978

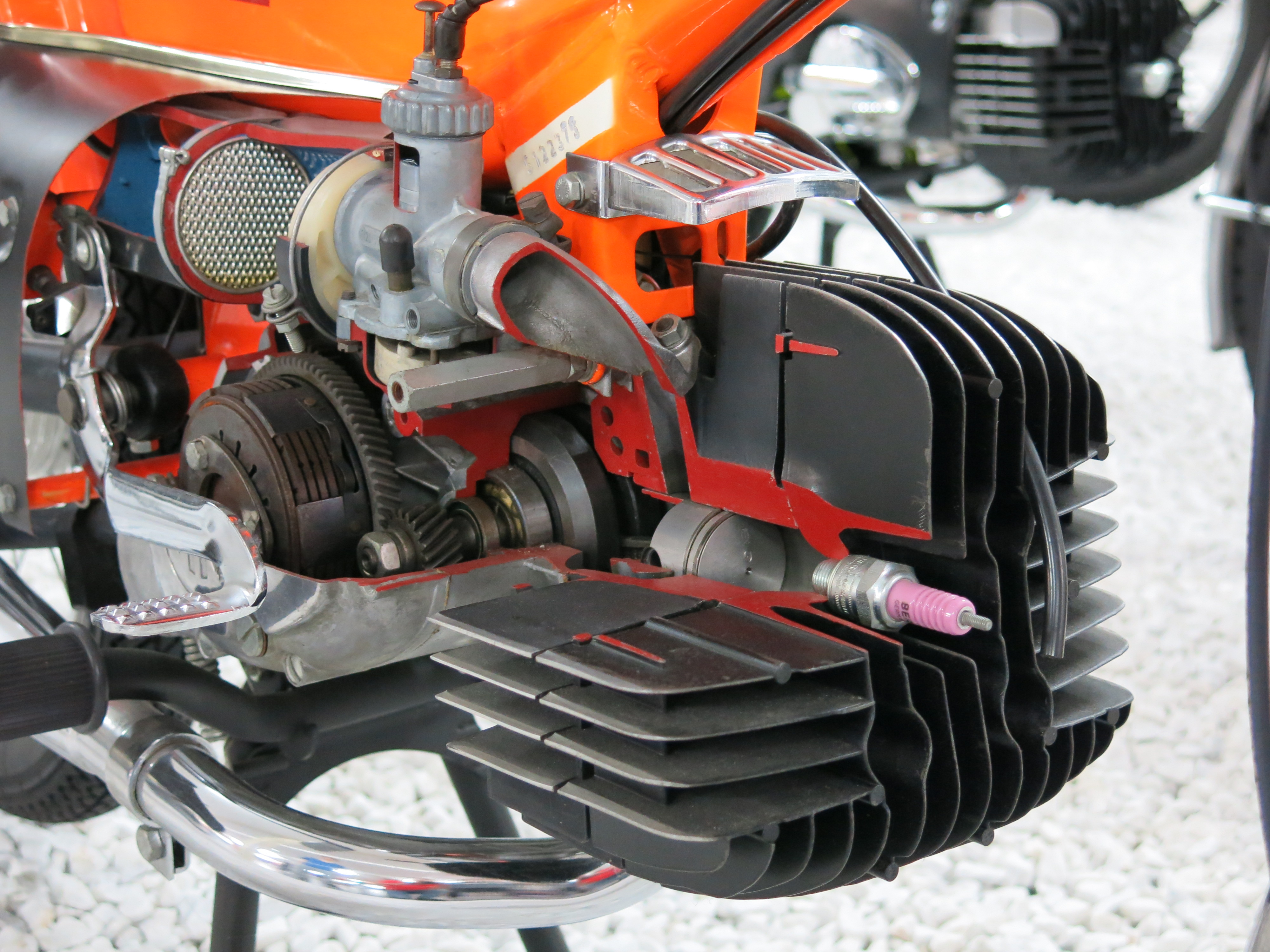
Schnittmotor B 15/20

Die Kreidler Florett RS war eine Kleinkraftrad-Modellreihe mit Zweitaktmotoren von Kreidler, die von 1967 bis 1981 in über 125.000 Exemplaren gebaut wurde. Die Florett RS war die schnellste Kreidler-Maschine und neben der Hercules K 50 sowie der Zündapp KS 50 eines der beliebtesten Kleinkrafträder ihrer Zeit.
Die Fahrzeuge sind vom Gesetz her zulassungsfrei und daher auch steuerfrei, müssen jedoch eine Allgemeine Betriebserlaubnis haben und ein amtliches Kraftfahrzeugkennzeichen führen.
Die 1953 geschaffene Klasse der in der Geschwindigkeit nicht begrenzten 50-cm³-Kleinkrafträder durfte mit der Fahrerlaubnis der Klasse 4 (Mindestalter 16 Jahre) gefahren werden. Mit einer Neuregelung 1960 fielen das limitierte Gewicht sowie die Reglementierungen zum Raddurchmesser und ggf. Tretkurbelradius weg und die Kleinkrafträder konnten motorradähnlich gestaltet werden. Um dem zunehmenden Leistungswettlauf vorzubeugen, entschlossen sich 1970 die drei marktführenden Hersteller Kreidler, Hercules und Zündapp zu einer freiwilligen Leistungsbegrenzung der „offenen“ 50-cm³–Klasse (ohne Geschwindigkeitsbegrenzung) auf 6,25 PS und einem Schaltgetriebe mit maximal 5 Gängen.

## Technik

### Motor
Die Florett RS der Baujahre 1967 bis 1970 hatte erstmals den für Kreidler typischen liegenden fahrtwindgekühlten Zweitaktmotor des Typs B 15/6 mit  6-Volt-Magnetzündung. 
Der Einzylinder mit 1:25-Gemischschmierung hatte 50 cm³ Hubraum aus 40 mm Bohrung und 39,7 mm Hub. Mit einem 18-mm-Bing-Vergaser leistete der Motor 5,3 PS bei 7250 min−1, was mit klauengeschaltetem Fünfgang-Getriebe eine Höchstgeschwindigkeit von 80 km/h ergab.
1970 erschien der Motor B 15/7 mit 6,25 PS bei 8500 min−1, der eine vom Werk angegebene Höchstgeschwindigkeit von 85 km/h ermöglichte. Durch das „Stillhalteabkommen“ der deutschen Hersteller wurde für spätere RS stets nur dieser Wert genannt. Das Fahrgeräusch erreichte mit 79 dB(A) Schalldruckpegel den höchsten Wert aller Kreidler-Motoren.
1972 kam der mit Nikasil (ein von Mahle entwickeltes Verfahren mit Nickel-Siliciumkarbid) beschichteter Zylinderlauffläche versehene Motor B 15/20 mit Bosch 6–Volt-MHKZ (Magnet-Hochspannungs-Kondensatorzündung), 20-mm-Bing-Rundschiebervergaser und einer Leistung von 6,25 PS bei 8500 min−1 (Verdichtung 11,3 : 1) auf den Markt, der bis 1979 unverändert produziert wurde. Ab 1977 empfahl Kreidler das Mischungsverhältnis von 1:50. Auf dem Leistungsprüfstand erreichte 2008 ein original aufgebauter B 15/20-Motor 7,3 PS bei einer Drehzahl von 8100 min−1.
Bei dem B 15/40-Motor von 1979 gab Kreidler eine Leistung mit 6,8 PS bei 8500 min−1 an.

### Fahrwerk
Alle Florett RS hatten einen Pressstahlrahmen, eine hydraulisch gedämpfte Teleskopgabel vorne und eine Hinterradschwinge mit zwei hydraulisch gedämpften Federbeinen, einen Federweg von 110 mm vorne und 95 mm hinten. 1972 erschien das überarbeitete RS-Fahrwerk (1215 mm Radstand statt 1205 mm) mit 17-Zoll-Reifen (statt 21 Zoll) in der Dimension 2.75 sowie vergrößerte Bremstrommeln von 160 mm (statt 150 mm). 1976 wurde eine Scheibenbremse mit 208 mm am Vorderrad verbaut (Modell RS-S). Das Leergewicht betrug je nach Modell zwischen 83 und 86 kg, das zulässige Gesamtgewicht 245 kg. Die Sitzhöhe lag bei 78 cm; die hinteren Fußrasten der zweisitzigen Florett RS waren an der Schwinge angebracht. Der Tankinhalt betrug 12,5 Liter. Der Verbrauch wurde mit 2,4 Liter auf 100 km angegeben, was eine erhebliche Reichweite ermöglichte. Die Modelle Florett RSH wurden mit Hochlenker ausgeliefert.

### Ausstattung
Während der Motor nahezu ein Jahrzehnt unverändert gebaut wurde, kamen Mitte der 1970er-Jahre Ausstattungsdetails sowie Farbkombinationen hinzu. 1974 wurde eine Blinkanlage eingebaut (Modell RS-B), 1976 das Zündschloss ins Cockpit verlegt, 1977 wurden Leichtmetallfelgen (Modell RS-G) und 1979 Rechteckscheinwerfer verwendet. Original Florett RS wurden anfangs in Vulkanrot ausgeliefert, 1970 kam Orange hinzu, 1974 wurde Signalgelb, 1976 Golfgrün und 1979 Metallicsilber die Standardfarbe, wobei der Tank stets in Chrom gehalten wurde.

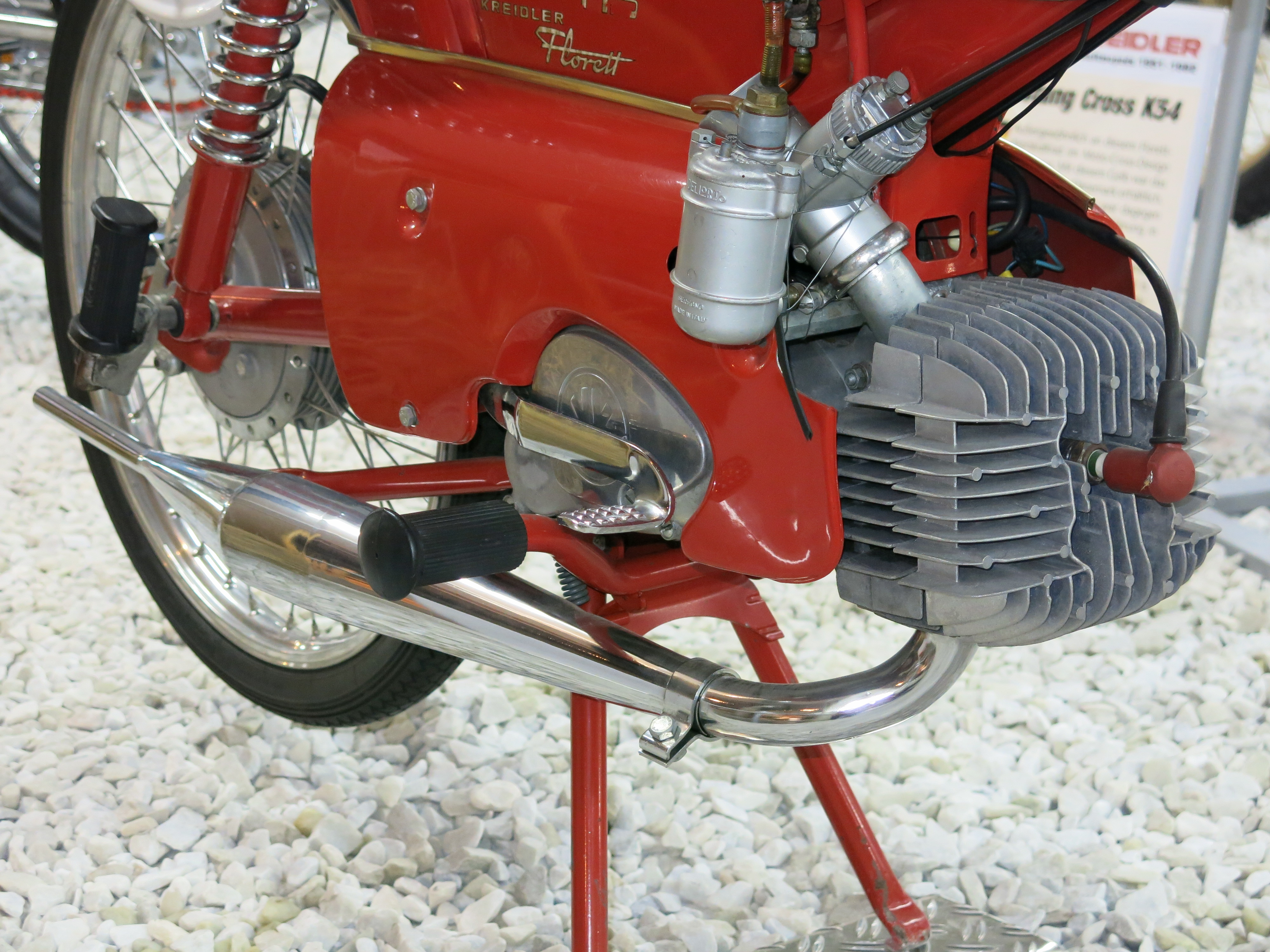
Kreidler Florett RS, Bj. 1969, mit Rennkit

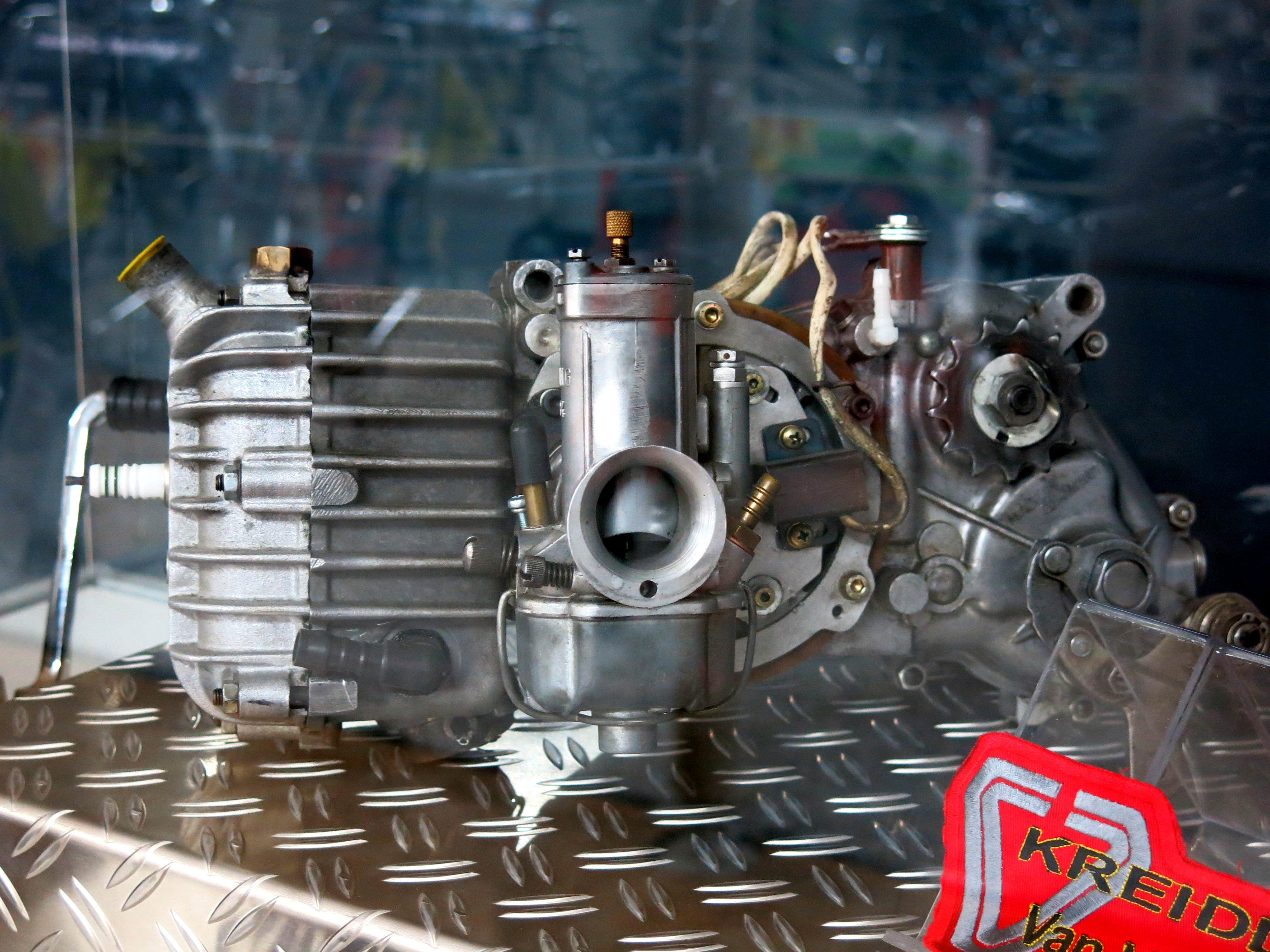
Drehschiebermotor von 1974

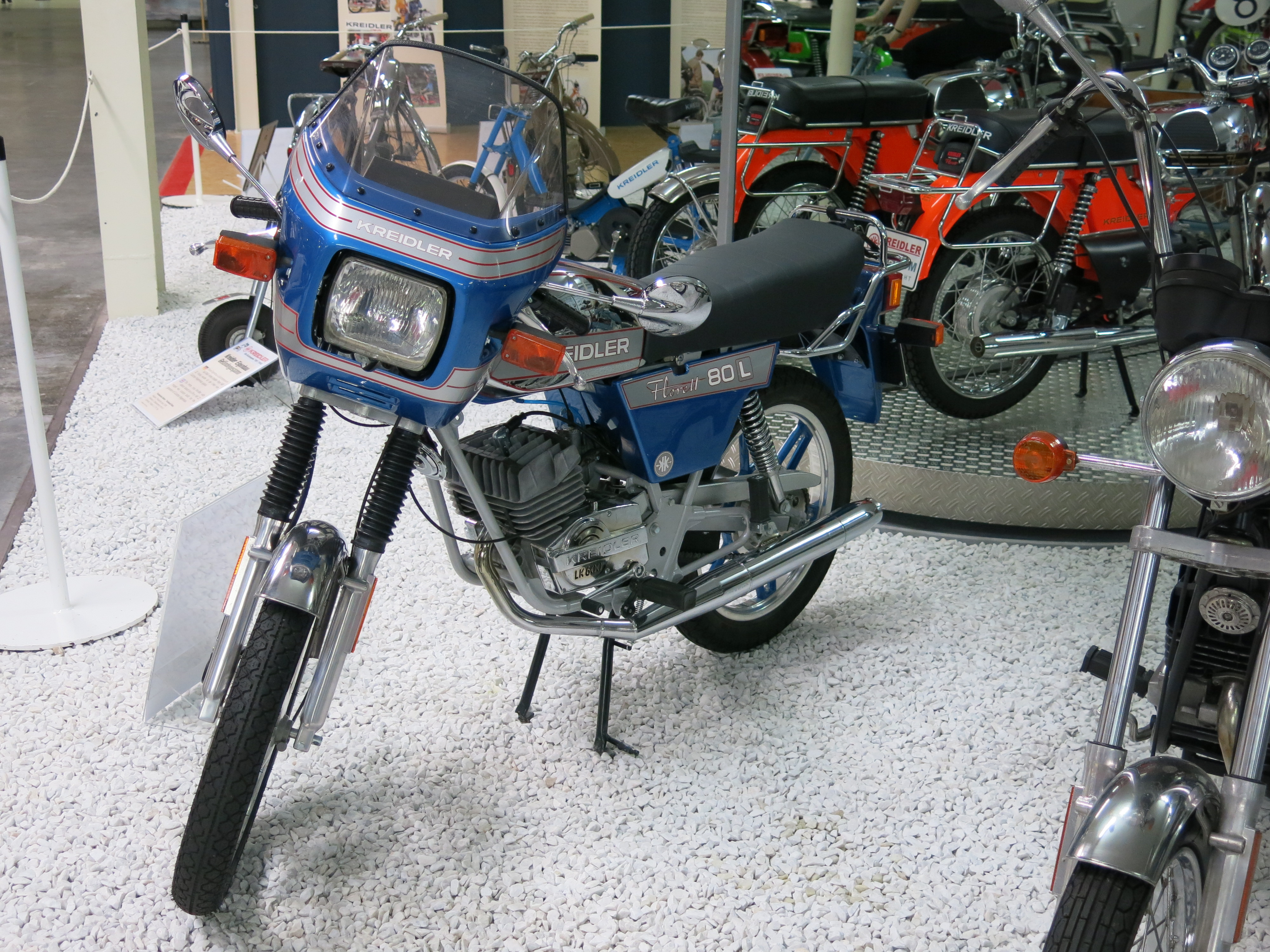
Kreidler Florett 80, Bj. 1981

## Tuning
Die Führerscheinklasse 4, die nur eine Hubraum- und keine Leistungs- oder Höchstgeschwindigkeitsbegrenzung vorsah, schloss Tuningmaßnahmen grundsätzlich nicht aus. Kreidler selbst bot ab Werk bereits einen Rennsatz an und auch die Zubehörindustrie blieb nicht tatenlos.

„Bis zum Ende der Kleinkraftrad-Ära wurde getunt, umgebaut, verbessert und veredelt – oder zu Tode verbastelt.“

Der Werksrennsatz von 1969, für den Preis von 299,70 DM für Privatrennfahrer erhältlich, enthielt einen geänderten Zylinder und Zylinderkopf sowie Schmiedekolben; einen Dell’Orto-Rennvergaser mit 25 mm Öffnungsquerschnitt, Rennkerzen, geänderte Auspuffanlage sowie ein Kettenritzel mit 14 statt 13 Zähnen. Dadurch wurde die Leistung auf 9,5 PS (7 kW) bei einer Drehzahl von 12.800 min−1 und die Höchstgeschwindigkeit, je nach Fahrergröße, auf über 120 km/h angehoben. Kreidler-Fahrer ohne Rennlizenz nutzten zur Leistungssteigerung einen 20-mm-Dell’Orto-Vergaser sowie Rizinusöl statt Zweitaktöl.
1974 lieferte Kreidler für 1.265 DM einen Rennsatz mit einem kompletten wassergekühltem Motor mit Drehschiebersteuerung. Damit soll die Leistung auf 15 PS (11 kW) bei 13.500 min−1 angestiegen sein. Für illegale Umbauten an Straßenmaschinen war der Motor jedoch ungeeignet.
Da Kreidler in den 1970er-Jahren zu der Florett RS bis auf die Drosselung am Motor baugleiche Mokick-Modelle (bis 40 km/h Höchstgeschwindigkeit) auslieferte, war Tuning dieser Mokicks mit Originalteilen der Florett RS leicht möglich. Die Kreidler Mokick-Modelle RM-Florett oder RMC hatten zum Beispiel den Motor der RS, der über einen 14-mm-Bing-Vergaser auf 2,9 PS (2,1 kW) bei einer Drehzahl von 5250 min−1 gedrosselt wurde und mit einem 4-Gang-Getriebe offiziell 40 km/h Höchstgeschwindigkeit zuließ.

## Aufschwung und Niedergang
Kreidler setzte in der Werbung auf Rennsport-Image: Der Weltrekord von 1965 mit einem 50-cm³-Motor von 210 km/h, ebenso der Gewinn der Motorrad-Weltmeisterschaft 1971 und spätere Titel in der 50-cm³-Klasse wurde in der Werbung hervorgehoben. „Mehr als andere Hersteller positionierte sich Kreidler als Hersteller hochwertiger Rennmaschinen.“ Die ab 1972 gebauten Versionen nahmen dieses Image mit; weg vom biederen Moped mit 21-Zoll-Reifen, hin zum Straßenrennsport, was bereits die Modellbezeichnung (RS = Rennsport) ausdrückte.
Das Ende der „offenen“ Kleinkrafträder und der Florett RS wurde letztlich durch die angesprochenen Kunden verursacht.

„Die Kundschaft war jung, die Kundschaft fuhr wild – von drei Kleinkraftradpiloten war einer pro Jahr in einen Unfall verwickelt. Die Versicherungsprämien stiegen ins Unbezahlbare.“

Die Reduzierung der Unfallzahlen und der Lautstärke für Kleinkrafträder war der Grund für die Einführung der ab 1. April 1980 geltenden Fahrerlaubnisklasse 1 b. Mit vorgeschriebener Fahrprüfung und der neu eingeführten 80-cm³-Leichtkraftrad-Klasse mit einer Drehzahlbegrenzung der Motoren auf 6000 min−1 und einer Höchstgeschwindigkeit von 80 km/h reagierte der Gesetzgeber.
Kreidler bot zwar noch eine völlig neu entwickelte 80er Florett an; für den Preis von 4.150 DM bot die Maschine zu wenig, um gegen die erheblich preiswerteren Honda MT-8 und Yamaha RD 80 MX bestehen zu können. Am 20. Februar 1981 meldete Kreidler Vergleich an, und am 12. März 1982 wurde von der Auffanggesellschaft Konkurs angemeldet. Mit der Begrenzung der 50-cm³-Kleinkrafträder ab 1. April 1980 auf 40 km/h Höchstgeschwindigkeit war die Zeit der offenen Florett RS endgültig vorbei.
Neben dem ideellen Wert werden unverbastelte und sehr gut erhaltene oder restaurierte Florett RS der Baujahre 1972 bis 1979 für Preise zwischen 4.500 und 7.500 Euro gehandelt (Stand: August 2025); Tendenz steigend.

## Rezeption
„Kreidler war auch Ausdruck jugendlichen Lebensgefühls. Die Flucht aus der bürgerlichen Enge des elterlichen Wohnzimmers […] gelang vielen Jugendlichen mit ihren Zweirädern, allen voran der Kreidler Florett aus Kornwestheim.“

Der Motorrad-Redakteur Andy Schwietzer wertet die Kreidler als:

„Die wohl schnellste Methode, dem Muff […] zu entkommen. […] Zwei Räder, ein schrill kreischendes Zweitakttriebwerk – die 50er Kreidler Florett aus dem Stuttgarter Vorort Kornwestheim ist, sagen wir: der familien- und entwicklungstherapeutisch bedeutendste Beitrag des deutschen Maschinenbaus zugunsten der Jugend in diesen Jahre [sic] gewesen.“

Der Fernsehfilm Schluchtenflitzer (1979) von Rüdiger Nüchtern thematisiert den Freiheitswillen cineastisch. Der Hauptdarsteller Andy muss in einer Filmszene seine orangefarbene Kreidler Florett RS, die eine Hauptrolle spielt, von einem Baum holen.

## Verweise